# خوسيه كالديرون (كرة سلة)
خوسيه كالديرون (بالإسبانية: José Manuel Calderón)‏ مواليد 28 سبتمبر 1981 في فيلانيوفا دي لا سيرينا، بطليوس، إسبانيا، هو لاعب كرة سلة إسباني بدأ مسيرته الاحترافية في سنة 1998 يلعب مع فريق نيويورك نيكس في الرابطة الوطنية لكرة السلة ويحمل الرقم 3. يبلغ طوله 6 قدم 3 بوصة (1.9 م). مثّل منتخب بلاده. شارك في مسابقة كرة السلة في الألعاب الأولمبية الصيفية.

## فرق لعب لها
- ساسكي باسكونيا
- تورونتو رابتورز
- ديترويت بيستونز
- دالاس مافيريكس
- نيويورك نيكس

## الميداليات
| الميدالية | المسابقة                                            |
| --------- | --------------------------------------------------- |
| فضية      | منافسات كرة السلة في الألعاب الأولمبية الصيفية 2008 |
| فضية      | كرة السلة في الألعاب الأولمبية الصيفية 2012         |
| ذهبية     | بطولة كأس العالم لكرة السلة 2006                    |
| ذهبية     | بطولة أمم أوروبا لكرة السلة 2011                    |
| فضية      | بطولة أمم أوروبا لكرة السلة 2003                    |
| فضية      | بطولة أمم أوروبا لكرة السلة 2007                    |
| برونزية   | بطولة أمم أوروبا لكرة السلة 2013                    |

## روابط خارجية
- خوسيه كالديرون على موقع الاتحاد الدولي لكرة السلة (الإنجليزية)
- خوسيه كالديرون على موقع الدوري الأوروبي لكرة السلة (الإنجليزية)
- خوسيه كالديرون على موقع إن بي أي (الإنجليزية)
- خوسيه كالديرون على موقع سبورتس رفرنس (الإنجليزية)
- خوسيه كالديرون على موقع الدوري الإسباني لكرة السلة (الإسبانية)
- خوسيه كالديرون على موقع كرة السلة الأوروبية.كوم (الإنجليزية)
- خوسيه كالديرون على موقع إي إس بي إن.كوم (الإنجليزية)
- خوسيه كالديرون على موقع ريلجم (الإنجليزية)
- خوسيه كالديرون على موقع بروبوليرز (الإنجليزية)
- خوسيه كالديرون على موقع سبورتس رفرنس (الإنجليزية)